# Ammonici

Lewant około 830 r. p.n.e. Ammon zaznaczony jest na pomarańczowo

Ammonici – starożytne plemię aramejskie, które w XII w. p.n.e. osiedliło się na terytorium Zajordania, na północny wschód od Moabu, między lewym dopływem Jordanu (Jabbokiem) i rzeką Arnon na południu. Kraj Ammonitów zwany był Ammonem.
Według Biblii plemię wywodzące się od Ben-Ammiego, syna młodszej córki Lota, który po ucieczce z Sodomy ukrył się wraz ze swoimi dwiema córkami w górach. Córki postanowiły upić ojca, a z kazirodczego stosunku zrodzili się protoplaści Ammonitów i Moabitów (Rdz 19,30-38).
Według Biblii, kiedy Izraelici nie posiadali jeszcze państwa, Ammonici byli już rządzeni przez króla, rezydującego w Rabbie (dzisiejszy Amman). W okresie Sędziów militarna ekspansja Ammonitów prowadziła do konfrontacji z Izraelitami, zwłaszcza tymi, którzy zamieszkiwali Gilead, jednak Ammonici zapuszczali się także do Przedjordania (walczyć z nimi miał Jefte). Gdy w Izraelu rodziła się monarchia, Ammonici oblegli Jabesz, jednak zostali odparci przez Saula. W okresie rządów Dawida zniewaga okazana posłom izraelskim przez króla Ammonitów, Chanuna, stała się pretekstem do wojny. W jej wyniku Ammon został podbity. Dawid włożył na głowę koronę zdjętą z głowy Milkoma, bóstwa Ammonitów, co można interpretować jako koronowanie się na króla Ammonitów, jak i jedynie jako symboliczny gest objęcia władzy. Wydaje się prawdopodobne, że Dawid ustanowił namiestnika z ammonickiej rodziny królewskiej.
Za sprawą króla Salomona w Izraelu pojawił się kult ammonickiego bóstwa Milkoma. Po jego śmierci Ammonici uniezależnili się i często prowadzili antyizraelską politykę. W 853 p.n.e. ammonicki król Ba'sa brał udział w koalicji, która walczyła z Asyryjczykami w bitwie pod Karkar. W okresie rządów Azariasza i Jotama Ammonici płacili Judzie trybut. Od VIII wieku znajdowali się pod dominacją Asyrii. Był to jednak dla Ammonitów okres rozkwitu, gdyż czerpali oni duże korzyści z handlu. Na życie codzienne Ammonitów znacząco wpływała kultura asyryjska.
Po upadku Asyrii Ammonici popadli w zależność od państwa nowobabilońskiego. Wraz z wojskami Nabuchodonozora walczyli z Judą. Później jednak ich polityka wobec Babilonii stała się nieprzyjazna. Król Baalis zlecił zamordowanie babilońskiego namiestnika Judei, Godoliasza. Wraz z Moabem i Edomem walczyli z Babilończykami, jednak ponieśli klęskę, a ich państwo przestało istnieć. Po pokonaniu Babilończyków przez Cyrusa II Ammonici stali się poddanymi perskimi, później dostali się w sferę wpływów helleńskich. Podczas powstania Machabeuszów walczył z nimi Juda Machabeusz. W 64 p.n.e. dostali się pod panowanie rzymskie.